# Łukasz Michalski
Łukasz Michalski (ur. 2 sierpnia 1988 w Bydgoszczy) – polski lekkoatleta, tyczkarz.
Medalista uniwersjady i  juniorskich mistrzostw Europy, uczestnik mistrzostw świata oraz finalista mistrzostw Europy. Absolwent Collegium Medicum Uniwersytetu Mikołaja Kopernika w Bydgoszczy.

## Kariera
Skok o tyczce uprawia od 13 roku życia. Międzynarodową karierę rozpoczął w roku 2005 zajmując 4. miejsce w mistrzostwach świata juniorów młodszych w Marrakeszu. W 2006 zajął 8. miejsce w mistrzostwach świata juniorów. Podczas mistrzostw Europy juniorów w lekkoatletyce w Hengelo (2007) zdobył brązowy medal. W 2009 roku wziął udział w halowych mistrzostwach Europy w Turynie oraz reprezentował Polskę w superlidze drużynowego czempionatu Starego Kontynentu. Mimo prowadzenia na europejskich listach młodzieżowców zajął dopiero 5. miejsce podczas młodzieżowych mistrzostw Europy (Kowno 2009). Bez powodzenia startował w mistrzostwach świata w Berlinie (2009) gdzie odpadł w eliminacjach. W marcu 2010 zajął 9. miejsce w halowych mistrzostwach globu w Katarze. Na siódmym miejscu ukończył rywalizację w mistrzostwach Europy w Barcelonie w lipcu 2010. Między innymi dzięki zwycięstwu w mityngu Aviva London Grand Prix w Londynie zajął trzecie miejsce w klasyfikacji końcowej skoku o tyczce w ramach Diamentowej Ligi IAAF. W 2011 sięgnął po srebro igrzysk wojska, złoto uniwersjady oraz był 4. na mistrzostwach świata. Podczas igrzysk olimpijskich w Londynie zajął 11. miejsce.
Czterokrotny złoty medalista mistrzostw Polski seniorów (Bielsko-Biała 2010, Bydgoszcz 2011, Bielsko-Biała 2012 i Toruń 2013) ma w dorobku także dwa srebrne krążki krajowego czempionatu (Bydgoszcz 2006 i Szczecin 2008). Trzy razy w karierze wygrywał halowe mistrzostwa Polski seniorów (Spała 2009, Spała 2010 i Spała 2012). Ma na koncie medale mistrzostw Polski w kategorii młodzików, juniorów i młodzieżowców. Stawał na podium akademickich mistrzostw kraju.
Karierę sportową zakończył oficjalnie w 2015, pracuje jako lekarz.
Jego żoną jest lekkoatletka Anna Jagaciak-Michalska.

## Rekordy życiowe
Na stadionie
- skok o tyczce – 5,85 m (29 sierpnia 2011, Daegu) – 4. wynik w historii polskiej lekkoatletyki[13]

W hali
- skok o tyczce – 5,72 m (28 stycznia 2012, Bordeaux i 8 lutego 2012, Bydgoszcz)

## Osiągnięcia
| Rok  | Impreza                                 | Miejsce        | Pozycja           | Wynik |
| ---- | --------------------------------------- | -------------- | ----------------- | ----- |
| 2005 | Mistrzostwa świata kadetów              | Marrakesz      | 4. miejsce        | 5,15  |
| 2006 | Mistrzostwa świata juniorów             | Pekin          | 8. miejsce        | 5,30  |
| 2007 | Mistrzostwa Europy juniorów             | Hengelo        | 3. miejsce        | 5,45  |
| 2009 | Halowe mistrzostwa Europy               | Turyn          | 6. miejsce        | 5,61  |
| 2009 | Superliga drużynowych mistrzostw Europy | Leiria         | 3. miejsce        | 5,70  |
| 2009 | Młodzieżowe mistrzostwa Europy          | Kowno          | 5. miejsce        | 5,50  |
| 2009 | Mistrzostwa świata                      | Berlin         | el. – 22. miejsce | 5,40  |
| 2010 | Halowe mistrzostwa świata               | Doha           | 9. miejsce        | 5,45  |
| 2010 | Mecz U23 Polska - Niemcy                | Bydgoszcz      | 1. miejsce        | 5,65  |
| 2010 | Mistrzostwa Europy                      | Barcelona      | 7. miejsce        | 5,65  |
| 2011 | Superliga drużynowych mistrzostw Europy | Sztokholm      | 4. miejsce        | 5,60  |
| 2011 | Światowe igrzyska wojska                | Rio de Janeiro | 2. miejsce        | 5,65  |
| 2011 | Uniwersjada                             | Shenzhen       | 1. miejsce        | 5,75  |
| 2011 | Mistrzostwa świata                      | Daegu          | 4. miejsce        | 5,85  |
| 2012 | Igrzyska olimpijskie                    | Londyn         | 11. miejsce       | 5,50  |
| 2013 | Mistrzostwa Europy wojskowych           | Warendorf      | 2. miejsce        | 5,50  |